# Fuji T-7
Fuji T-7 – japoński samolot szkolno-treningowy o napędzie turbośmigłowym, produkowany przez firmę Fuji Heavy Industries. Samolot stanowi rozwinięcie konstrukcji Fuji T-3, stąd poprzednia nazwa samolotu – Fuji T-3 Kai.

## Historia rozwoju
Pod koniec 90. XX wieku podjęto decyzję o pozyskaniu nowego samolotu szkolnego dla Japońskich Powietrznych Sił Samoobrony. Otworzono więc przetarg, który wyłonić miał następcę maszyn Fuji T-3. W 1998 roku wybrano produkt Fuji Heavy Industries – Fuji T-3 Kai, który stanowił głęboką modernizację samolotu Fuji T-3. Dostawy rozpocząć się miały w 2000 roku. Decyzja o wyborze T-3 Kai została jednak anulowana po wybuchu afery korupcyjnej, gdzie część wysokiego kierownictwa Fuji została aresztowana za przekupstwo osób odpowiedzialnych za prowadzenie przetargu. Program dotyczący pozyskania nowych maszyn wznowiono w 2000 roku. Finalnie Fuji T-7 został ponownie wybrany. Pierwsze egzemplarze opuściły linię montażową we wrześniu 2002 roku. Ostatni 49 egzemplarz samolotu dostarczono w 2008 roku.

## Konstrukcja
Fuji T-7 to jednosilnikowy samolot szkolno-treningowy, który stanowi głęboką modernizację samolotu Fuji T-3. Napęd stanowi silnik turbośmigłowy Allison Model 250-B17F o mocy 451 KM. Skrzydła proste, w układzie dolnopłatu. Załoga liczy dwie osoby. Fotele pilotów usytuowane są w układzie tandemu. Przedni fotel zajmuje uczeń, zaś tylny instruktor. Zmiany w stosunku do oryginału obejmują także drobne modyfikacje w skrzydłach oraz w nosie samolotu. Nos samolotu jest o 550 mm dłuższy niż w T-3, co spowodowane było wymianą silnika. Zmodyfikowano kokpit w taki sposób, aby był bardziej przestronny niż w poprzedniku. Wprowadzono także układ ogrzewania oraz klimatyzacji. 

## Galeria

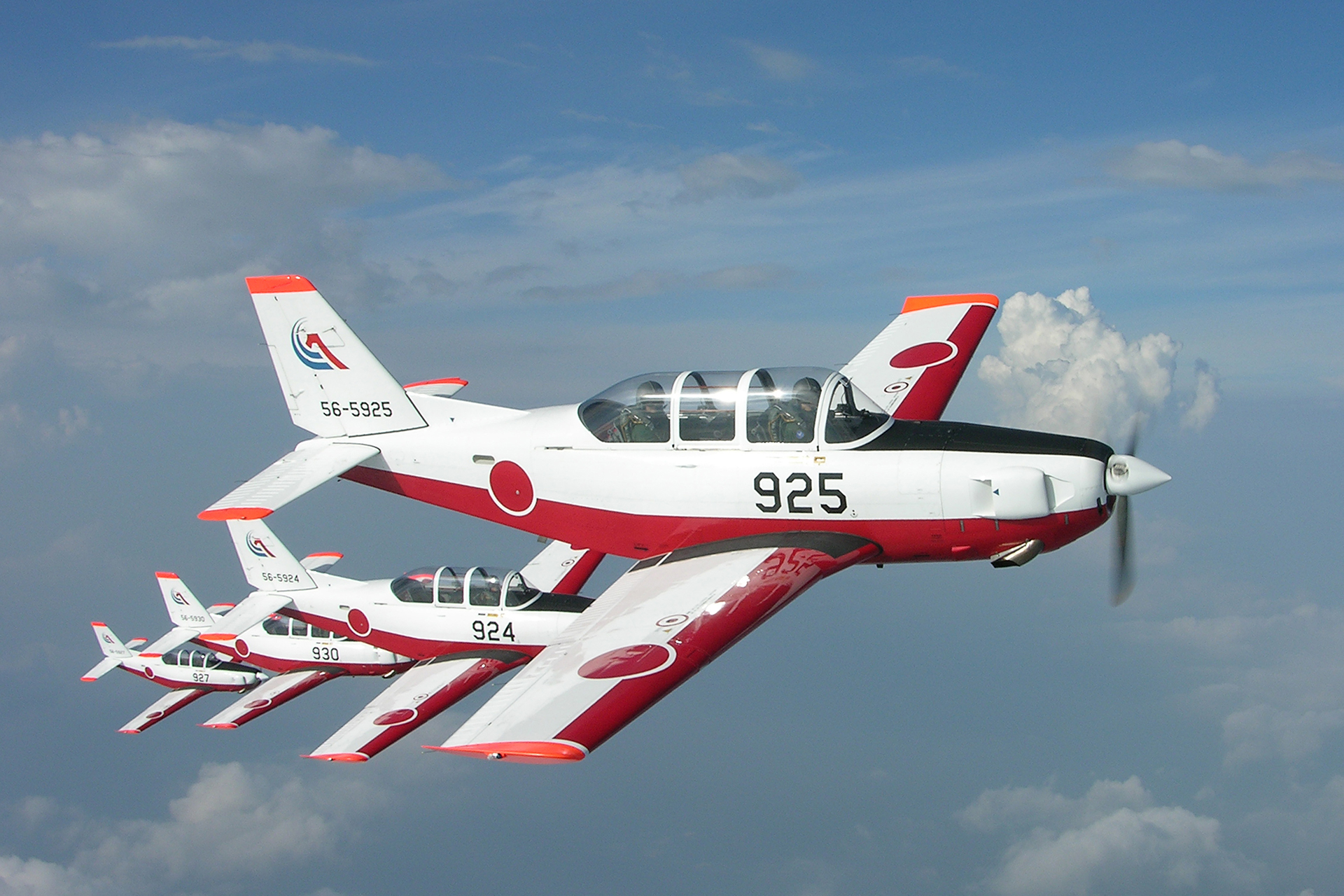
Formacja Fuji T-7 w locie
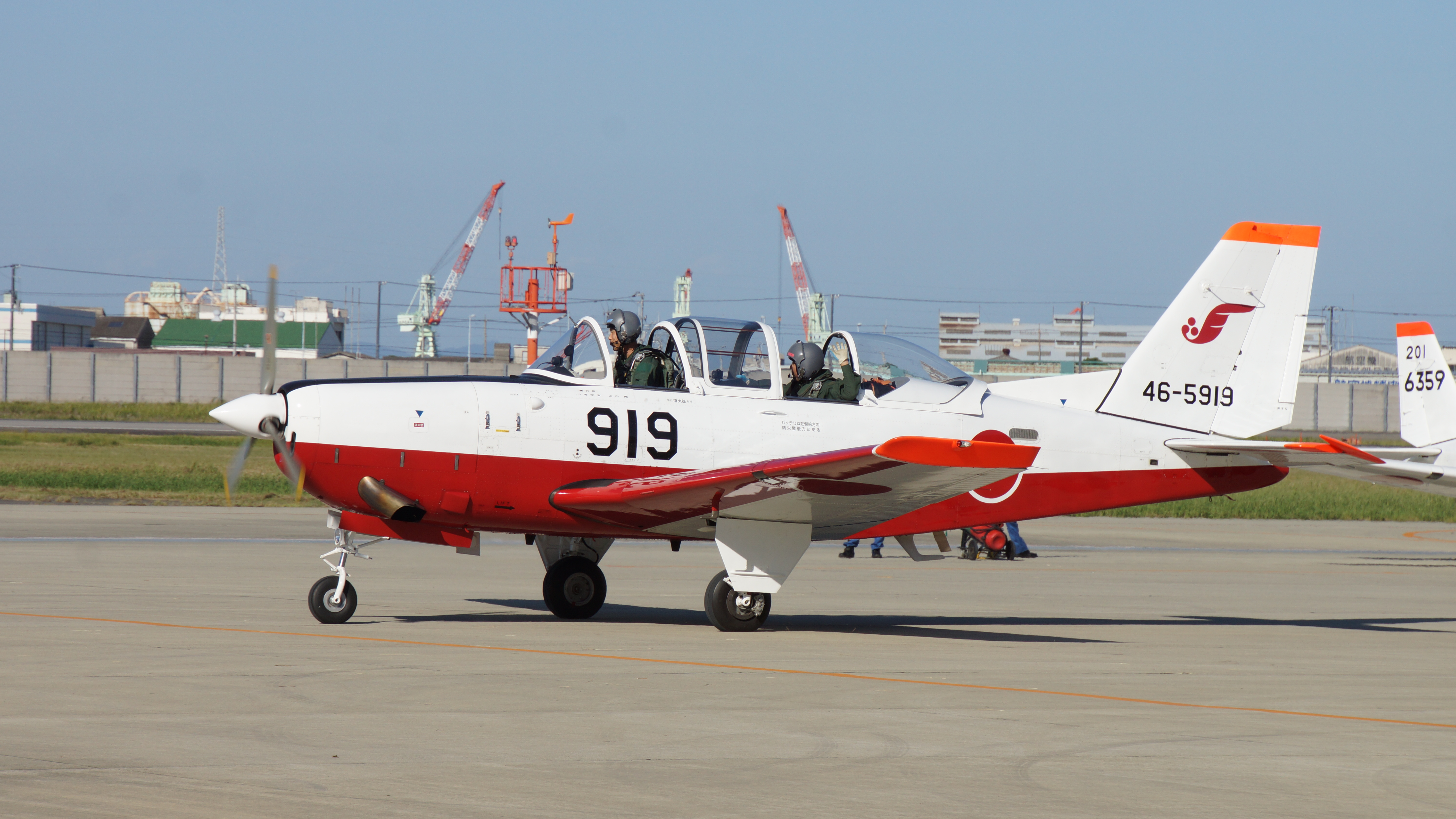
Samolot w czasie kołowania z otwartym kokpitem
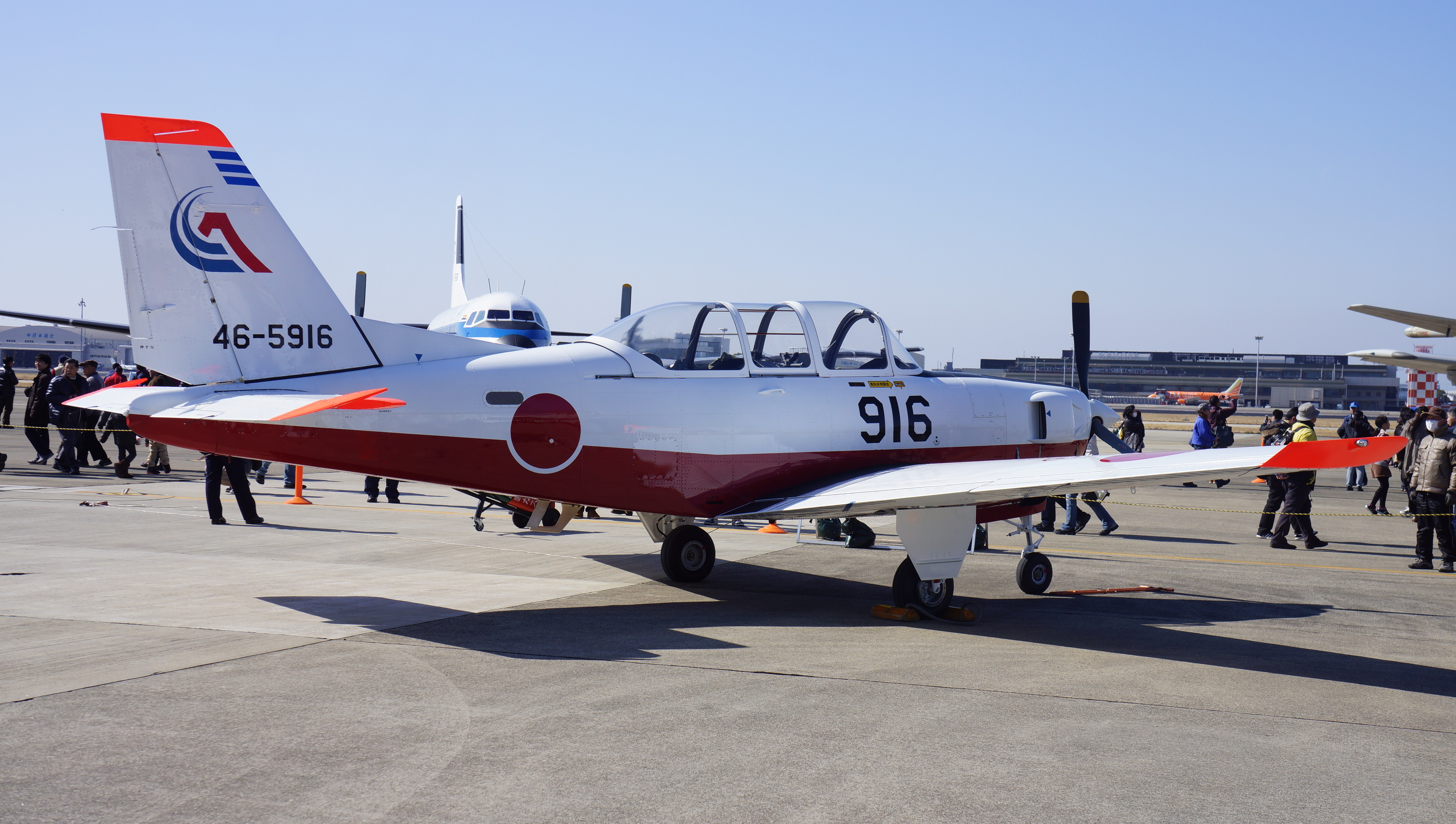
Widok od tyłu
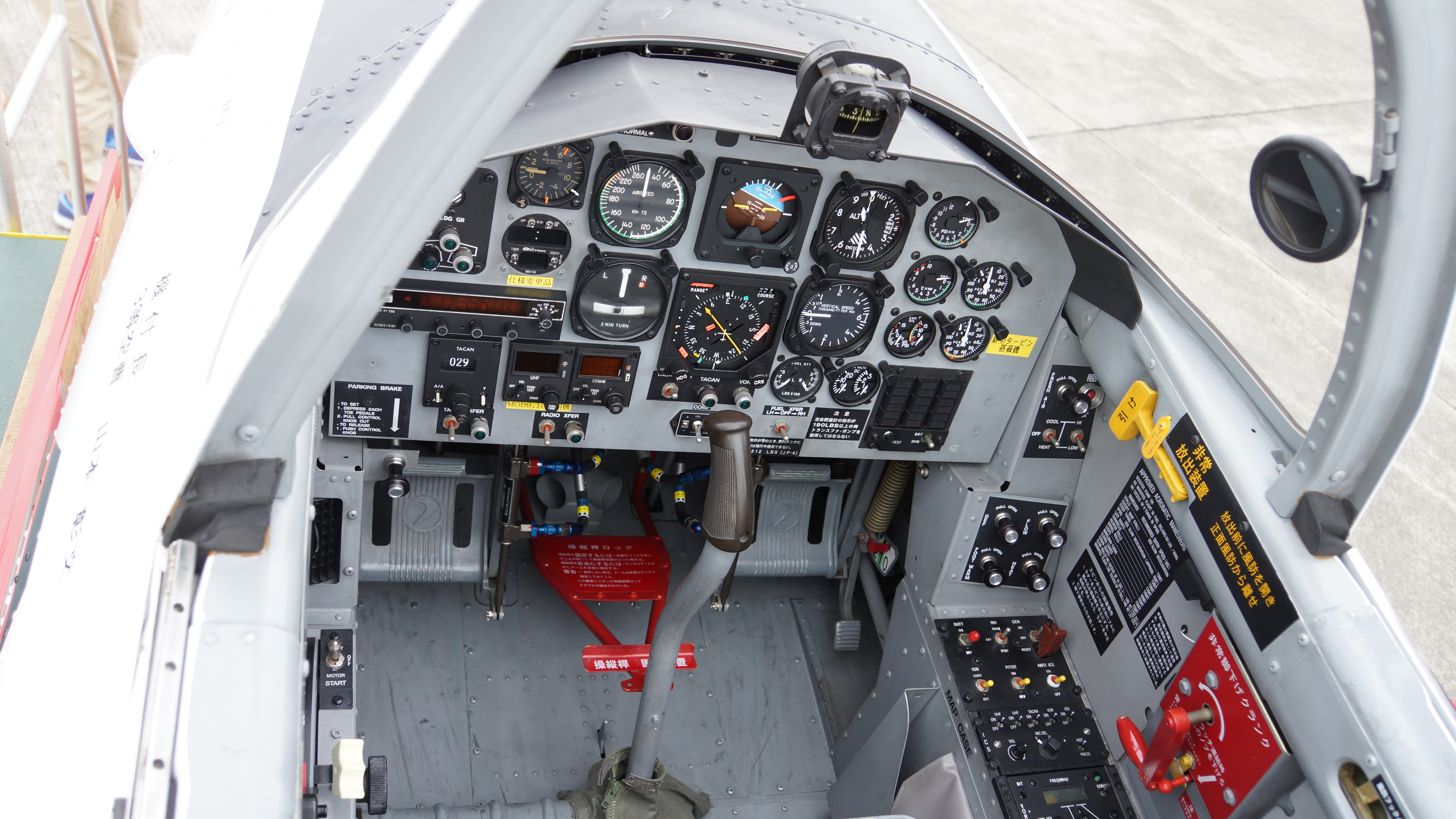
Przedni kokpit
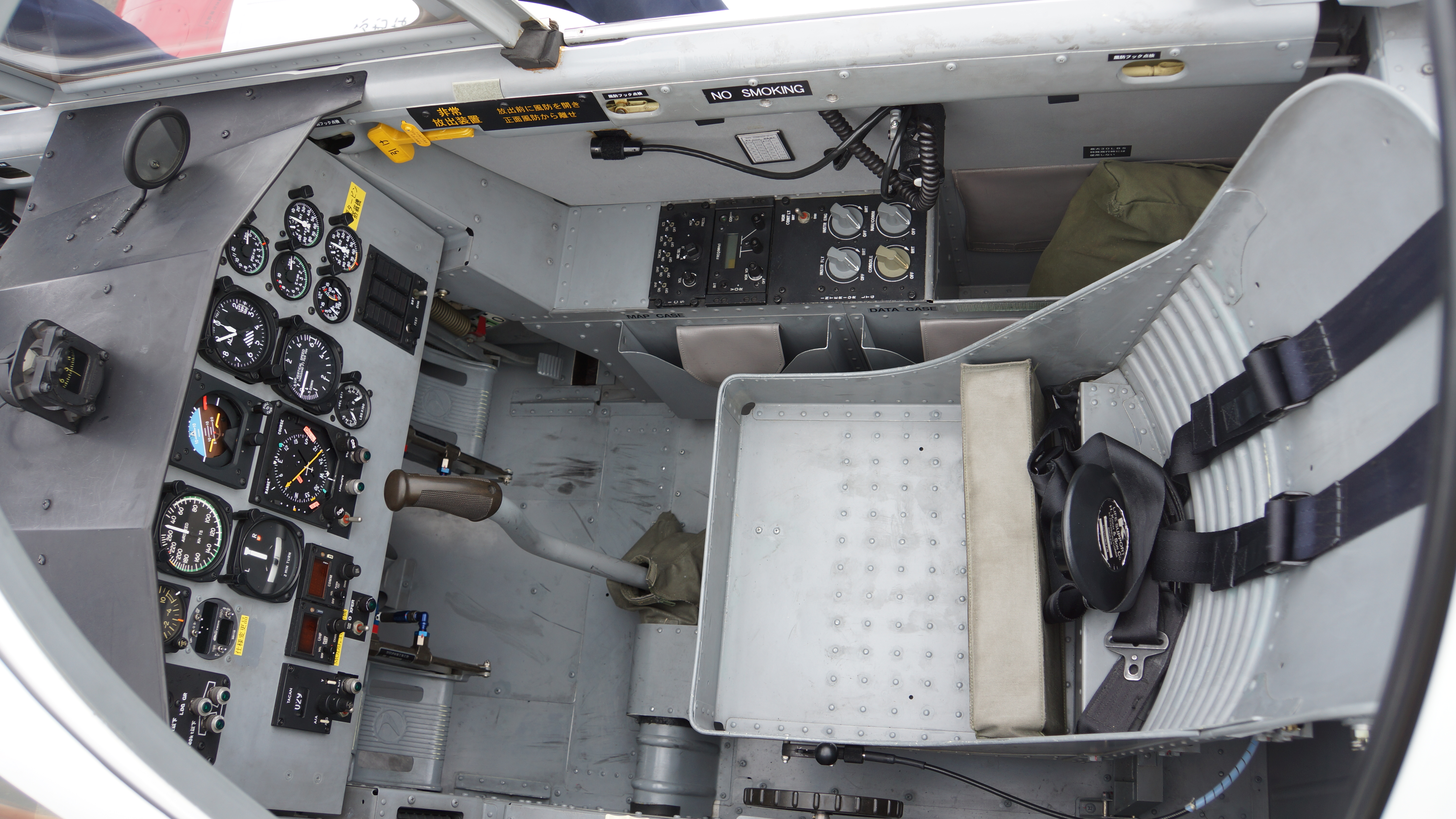
Tylny kokpit